# 胡鸿飞
胡鸿飞（1925年3月—2001年7月31日），上海人，中国田径教练员，其弟子朱建华曾连续三次打破男子跳高世界纪录。
1984年，他被评为新中国成立35年来杰出教练员。1989年，被评为建国40年以来杰出教练员。